# Shotokuvirae
Shotokuvirae — название царства вирусов из реалма Monodnaviria, созданной Международным комитетом по таксономии вирусов (ICTV).
В него входят представители Monodnaviria, которые заражают эукариот. Большинство представителей являются одноцепочечными ДНК-вирусами; но среди членов также есть несколько двухцепочечных ДНК-вирусов, таких как класс Papovaviricetes с семействами Papillomaviridae и Polyomaviridae, которые развились из одноцепочечных ДНК-вирусов.
В настоящее время (по состоянию на 10 апреля 2021 года) шотокувиры включают в себя два типа и одиннадцать семей.

## Этимология
Самое раннее упоминание о болезни, вызванной вирусом этого класса, взято из стихотворения японской императрицы Сетоку (天天天, также называемого кокен 孝謙) 752 года. В нём описывается пожелтение или заболевание жилок листьев у водяных растений (Eupatorium), которое, вероятно, вызвано Geminiviridae из типа Cressdnaviricota. Это послужило поводом для того, чтобы назвать царство Шотокувираэ в честь императрицы.

## Систематика
Таксономия, установленная ICTV, выглядит следующим образом:
Реалм: Monodnaviria
- Царство: Shotokuvirae

- Тип: Cossaviricota

- Класс: Mouviricetes (только семейство Bidnaviridae)
- Класс: Papovaviricetes (только семейства Papillomaviridae и Polyomaviridae)
- Класс: Quintoviricetes (только семейство Parvoviridae)

- Тип: Cressdnaviricota (CRESS-DNA-Viren) — прототипные представители реалма

- Класс: Arfiviricetes
- Класс: Repensiviricetes (только семейства Geminiviridae и Genomoviridae)

## Использованная литература
1. ↑  Таксономия вирусов (англ.) на сайте Международного комитета по таксономии вирусов (ICTV).
2. 1 2  ICTV: ICTV Master Species List 2019.v1 Архивная копия от 2 августа 2022 на Wayback Machine, New MSL including all taxa updates since the 2018b release, March 2020 (MSL #35)
3. 1 2  Create a megataxonomic framework, filling all principal taxonomic ranks, for ssDNA viruses (англ.) (docx). International Committee on Taxonomy of Viruses (18 октября 2019). Дата обращения: 27 мая 2020. Архивировано 4 января 2022 года.
4. ↑  Virus Taxonomy: 2019 Release (англ.) (html). International Committee on Taxonomy of Viruses (ICTV) (октябрь 2018). Дата обращения: 13 октября 2019. Архивировано 20 марта 2020 года.